# Línea 142 (EMT Madrid)
La línea 142 de la EMT de Madrid une el área intermodal de Pavones (Moratalaz) con el Ensanche de Vallecas.

## Características
Comenzó a prestar servicio en junio de 1988 con el recorrido Pavones - Barrio Vilano (posteriormente conocido como "barrio Congosto") como parte de un plan para mejorar las conexiones entre los distintos barrios periféricos del sureste de Madrid, y entre estos y el centro de la ciudad. Junto a ella nacieron también las líneas 141, 143, 144 y 145. El 16 de octubre de 2007 fue ampliada hasta el Ensanche de Vallecas junto con la 145. 
La 142 es la encargada de unir el barrio de Moratalaz (cuya cabecera se encuentra en el área intermodal de Pavones, donde tiene correspondencia con el metro y otras líneas de la EMT) con el Ensanche de Vallecas, pasando por el barrio de Villa de Vallecas. Esta línea da conexión al Centro Comercial La Gavia (situado en el Ensanche de Vallecas), al Centro de Salud Ensanche de Vallecas y al Hospital Federica Montseny, además de a la mayoría de los colegios que se encuentran en los tres barrios por los que pasa la línea.

### Frecuencias
| Lunes a viernes laborables |               |
| De 6:00 a 7:00             | 11-18 minutos |
| De 7:00 a 20:00            | 9-15 minutos  |
| De 20:00 a 23:00           | 13-19 minutos |
| Sábados laborables         |               |
| De 6:00 a 11:00            | 15-29 minutos |
| De 11:00 a 23:00           | 15-19 minutos |
| Domingos y festivos        |               |
| De 7:00 a 11:00            | 23-35 minutos |
| De 11:00 a 20:00           | 21-24 minutos |
| De 20:00 a 23:00           | 23-39 minutos |

## Recorrido y paradas

### Sentido Ensanche de Vallecas
La línea comienza en el área intermodal de Pavones, donde tiene correspondencia con el Metro y las líneas 20, 30, 32, 71, 100, 140, 144 y E4. Seguidamente, toma la avenida Fuente Carrantona, continuando por la calle Pablo Neruda hasta la Avenida de la Albufera, donde gira a la izquierda para continuar su itinerario, que corresponde con las líneas 54, 58, 103 y 143. 
Después pasa por la estación de cercanías Vallecas y metro Sierra de Guadalupe, la plaza de Sierra Gádor, y calles Real de Arganda, Montes de Barbanza, Puerto de Porzuna y Fuentidueña. De ahí, continúa por Peña Cervera, donde gira a la derecha para incorporarse a la calle Congosto, de donde toma la avenida de Villa de Vallecas hasta llegar a la rotonda hacia Granja de San Ildefonso. De ahí pasa a la avenida de La Gavia, avenida del Cerro Milano y calle Peñaranda de Bracamonte.
En la segunda rotonda, gira a la derecha en avenida de Las Suertes y continúa recto, pasando por el centro comercial La Gavia, cerca de donde pasa la línea 145. En la tercera rotonda, gira hacia la calle Antonio Gades y de ahí a la avenida Ensanche de Vallecas, por donde continúa hasta terminar el recorrido en avenida Gran Vía del Sureste, en Valdecarros.
| Código | Parada                                   | Común con                  | Conexiones con Metro y Cercanías | Otros |
| ------ | ---------------------------------------- | -------------------------- | -------------------------------- | ----- |
| 3030   | PAVONES (Intercambiador)                 |                            | Pavones                          |       |
| 3026   | Fuente Carrantona-Hacienda de Pavones    | 144                        |                                  |       |
| 3336   | Fuente Carrantona-Encomienda de Palacios | 144                        |                                  |       |
| 3335   | Fuente Carrantona-Arroyo Fontarrón       | 144                        |                                  |       |
| 2522   | Pablo Neruda-Malgrat de Mar              | 54 144                     |                                  |       |
| 3338   | Alto del Arenal                          |                            | Alto del Arenal                  |       |
| 1015   | Avenida de la Albufera-Pablo Neruda      | 58 103 143                 |                                  |       |
| 1017   | Metro Miguel Hernández                   | 54 58 103 143              | Miguel Hernández                 |       |
| 1019   | Avenida de la Albufera-Miguel Hernández  | 54 58 103 143              |                                  |       |
| 4680   | Polideportivo Palomeras                  | 58 103 143                 |                                  |       |
| 1023   | Avenida de la Albufera-Cocherón Villa    | 58 103 143                 |                                  |       |
| 4682   | Democracia-Arboleda                      | 54 58 103 143              |                                  |       |
| 1027   | Sierra Guadalupe                         | 54 58 103 130 143 E H1 T31 | Sierra de Guadalupe Vallecas     |       |
| 5163   | Sierra Guadalupe-San Jaime               | 54 58 103 143              |                                  |       |
| 4368   | Villa Vallecas                           | 54 58 103                  | Villa de Vallecas                |       |
| 4696   | Montes de Barbanza-Sierra del Eje        | 54 103                     |                                  |       |
| 3339   | Congosto-Puerto Porzuna                  | 103                        |                                  |       |
| 3340   | Polideportivo Guillén Prim               | 103                        |                                  |       |
| 3341   | Fuentidueña-Centro de Salud              |                            |                                  |       |
| 3342   | Fuentidueña-Peña Cervera                 |                            |                                  |       |
| 4689   | Peña Cervera-Congosto                    |                            |                                  |       |
| 3946   | Avenida Villa de Vallecas-Congosto       |                            |                                  |       |
| 3947   | Centro de Salud Ensanche Vallecas        |                            |                                  |       |
| 3949   | Granja San Ildefonso-Batres              |                            |                                  |       |
| 3847   | Cerro Milano-La Gavia                    |                            |                                  |       |
| 3951   | Peñaranda-Puentedey                      |                            |                                  |       |
| 3953   | Ensanche de Vallecas-Peñaranda           |                            |                                  |       |
| 3955   | Las Suertes-Peñaranda                    |                            |                                  |       |
| 4315   | Gutiérrez Maroto-Centro Comercial        | 145                        |                                  |       |
| 3851   | Ensanche de Vallecas-Gutiérrez Maroto    |                            |                                  |       |
| 3853   | Metro Las Suertes                        |                            | Las Suertes                      |       |
| 3855   | Ensanche de Vallecas-Antonio Gades       |                            |                                  |       |
| 3964   | Ensanche de Vallecas-Embalse de Pinilla  |                            |                                  |       |
| 3965   | Metro Valdecarros                        |                            | Valdecarros                      |       |
| 3935   | ENSANCHE VALLECAS                        | 145                        | Valdecarros                      |       |

### Sentido Pavones
El recorrido es igual pero en sentido contrario, con algunas variaciones:
- En la Avenida Cerro Milano, en vez de tomar la calle Talamanca de Jarama, la línea toma avenida de La Gavia, por donde continúa hasta reincorporarse al recorrido normal.
- Al terminar en la calle Real de Arganda, la línea gira hacia la plaza Juan de Malasaña, donde tiene una parada, y de ahí continúa por la calle Jesús del Pino hasta la estación de Sierra de Guadalupe, donde continúa el recorrido normal.

| Código | Parada                                      | Común con     | Conexiones con Metro y Cercanías | Otros |
| ------ | ------------------------------------------- | ------------- | -------------------------------- | ----- |
| 3935   | ENSANCHE VALLECAS                           | 145           | Valdecarros                      |       |
| 3966   | Metro Valdecarros                           |               | Valdecarros                      |       |
| 4317   | Ensanche de Vallecas-Antonio Gades          |               |                                  |       |
| 3854   | Metro Las Suertes                           |               | Las Suertes                      |       |
| 4318   | Rafael de León                              |               |                                  |       |
| 4112   | La Gavia-Centro Comercial                   | 145           |                                  |       |
| 3956   | Las Suertes-Peñaranda                       |               |                                  |       |
| 3954   | Ensanche de Vallecas-Peñaranda              |               |                                  |       |
| 3952   | Peñaranda-Puentedey                         |               |                                  |       |
| 3848   | Cerro Milano-La Gavia                       |               |                                  |       |
| 3950   | Granja San Ildefonso-La Gavia               |               |                                  |       |
| 4223   | Granja San Ildefonso-Batres                 |               |                                  |       |
| 3948   | Centro de Salud Ensanche Vallecas           |               |                                  |       |
| 5052   | Avenida Villa de Vallecas-Congosto          |               |                                  |       |
| 5053   | Congosto                                    |               |                                  |       |
| 4698   | Fuentidueña-Peña Cervera                    |               |                                  |       |
| 4699   | Fuentidueña-Centro de Salud                 |               |                                  |       |
| 4700   | Polideportivo Guillén Prim                  | 103           |                                  |       |
| 4701   | Congosto-Puerto Porzuna                     | 103           |                                  |       |
| 1051   | Montes de Barbanza-Sierra del Eje           | 54 103        |                                  |       |
| 1031   | Villa Vallecas                              | 54 58 103     | Villa de Vallecas                |       |
| 4367   | Sierra Guadalupe                            | 54 58 103 143 | Sierra de Guadalupe Vallecas     |       |
| 4683   | Democracia-Arboleda                         | 54 58 103 143 |                                  |       |
| 51176  | Avenida de la Albufera-Cocherón de la Villa | 58 103 143    |                                  |       |
| 51189  | Polideportivo Palomeras                     | 58 103 143    |                                  |       |
| 1020   | Avenida de la Albufera-Miguel Hernández     | 54 58 103 143 |                                  |       |
| 1018   | Metro Miguel Hernández                      | 54 58 103 143 | Miguel Hernández                 |       |
| 1016   | Avenida de la Albufera-Pablo Neruda         | 58 103 143    |                                  |       |
| 3337   | Alto del Arenal                             |               | Alto del Arenal                  |       |
| 2523   | Pablo Neruda-Malgrat de Mar                 | 54 144        |                                  |       |
| 847    | Fuente Carrantona-Arroyo Fontarrón          | 20 144        |                                  |       |
| 848    | Fuente Carrantona-Encomienda de Palacios    | 144           |                                  |       |
| 3334   | Fuente Carrantona-Hacienda de Pavones       | 144           |                                  |       |
| 3030   | PAVONES (Intercambiador)                    |               | Pavones                          |       |

## Galería de imágenes

Mapa zonal de la estación de metro de Pavones con los recorridos de las líneas de autobuses, entre las que aparece la línea 142.
Mapa zonal de la estación de metro de Las Suertes con los recorridos de las líneas de autobuses, entre las que aparece la línea 142.